# Elderse Molen
De Elderse Molen of De Ellenaar is een ronde stenen molen die zich bevindt aan de Geldropseweg 1 te Mierlo.
Deze beltmolen is gebouwd in 1851 en deed dienst als korenmolen. Later is ze omgebouwd en verhoogd tot beldmolen, waarbij de conische romp voorzien werd van een cilindrische verhoging.
De molen werd reeds voor de Tweede Wereldoorlog buiten bedrijf gesteld en raakte in verval. Ze werd in 1939 gekocht door de industrieel A.L.M. van de Lande. In 1941 volgde een uitwendige restauratie en het lag in de bedoeling de molen als molenmuseum in te richten, maar uiteindelijk ging de eigenaar erin wonen.
Nadat de molen weer in handen van een andere eigenaar kwam trad sinds de jaren 80 van de 20e eeuw weer verval op en gebeurde er niets aan restauratie. In 2006 werden de roeden doorgeslepen en werd ook de staart, of wat daarvan over was, verwijderd. In 2008 werd de kap verwijderd en vervangen door een noodkap.
Het verval kon mede optreden doordat de molen pas in 2003 op de Rijksmonumentenlijst is terechtgekomen.